# Choerophryne sanguinopicta
Choerophryne sanguinopicta es una especie de anfibio anuro de la familia Microhylidae.

## Distribución geográfica
Esta especie es endémica de la provincia de Milne Bay de Papua Nueva Guinea. Está presente entre los 1400 y 1540 m sobre el nivel del mar en las cercanías del Monte Simpson.

## Publicación original
- Kraus & Allison, 2005 : A colorful new species of Albericus (Anura: Microhylidae) from southeastern New Guinea. Pacific science, vol. 59, p. 43–53.[6]